# Joan Carles Peris i Farrés
Joan Carles Peris (la Corunya, 1961) és un periodista català, excorresponsal a París de TV3 i Catalunya Ràdio. Es va llicenciar en Ciències de la Informació a la Universitat Autònoma de Barcelona. Va començar a exercir com a periodista al Diari de Barcelona (1980-1981) i el Diari de Terrassa (1982-1983). Més endavant, va formar part de l'equip fundacional de Catalunya Ràdio, on va treballar com a redactor i editor d'informatius. Posteriorment, fa anar de corresponsal a Madrid, des d'on faria el salt a TV3, especialitzant-se progressivament en informació política, tot arribant a ser-ne el cap de secció. Entre 2007 i 2014 fou l'editor del Telenotícies cap de setmana, presentant conjuntament amb Agnès Marquès. El 2014 va esdevenir corresponsal de la casa a París fins al 2018, sent substituït per Josep Capella. Posteriorment, ha ocupat el càrrec de cap de la secció d'Internacional de TV3, i dirigeix el programa Món. Ha sigut guardonat amb el Memorial Candel, per haver fomentat la presència de la cultura popular durant el seu període al Telenotícies cap de setmana. És fill de la radiofonista Maria Glòria Farrés.